# باهرة طويلة الساق
باهرة طويلة الساق (الاسم العلمي: Agave longipes) هو نوع من النباتات يتبع جنس الباهرة من الفصيلة الهليونية.